# Versonnex (Haute-Savoie)
Versonnex is een gemeente in het Franse departement Haute-Savoie (regio Auvergne-Rhône-Alpes) en telt 313 inwoners (1999). De plaats maakt deel uit van het arrondissement Annecy.

## Geografie
De oppervlakte van Versonnex bedraagt 4,2 km², de bevolkingsdichtheid is 74,5 inwoners per km².
De onderstaande kaart toont de ligging van Versonnex (Haute-Savoie) met de belangrijkste infrastructuur en aangrenzende gemeenten.

## Demografie
Onderstaande figuur toont het verloop van het inwonertal (bron: INSEE-tellingen).

1. ↑  Populations de référence 2022.